# Kušići
Kušići (Servisch cyrillisch Кушићи) is een plaats in de Servische gemeente Ivanjica. De plaats telt 555 inwoners (2002).